# De kongelige saltværker i Arc-et-Senans
De kongelige saltværker i Arc-et-Senans, i skoven Chaux nær Besançon i  Frankrig er et arkitektonisk projekt fra oplysningstiden.
Saltværkets anlæg og bygninger er designet af arkitekten Claude-Nicolas Ledoux på hans eget initiativ, og var tegnet for at rationalisere industrien. Komplekset blev konstrueret så  det skulle reflektere en hierarkisk organisation. 
Opbygningen startede i 1775 under Ludvig 16.s kongedømme. Anlægget var i drift frem til 1795. 
Det er værd at mærke sig at den såkaldte gabelle, som var en obligatorisk skat på salt hvor alle personer over otte år var pålagt at købe  en vis mængde salt til en pris fastsat af staten. Dette var meget upopulært, og er ofte anvist til som en af grundene der førte  til den franske revolution. Idealbyen som var planlagt bygget i tilknytning til saltværket blev aldrig bygget, mest sandsynligt på grund af udbruddet af revolutionen, men muligvis også fordi produktionen tabte i konkurrence med havsalt.
Stedet blev beskyttet i 1926, og forvaltes i dag af Institut Claude-Nicolas Ledoux. Saltværket blev opført på UNESCOs verdensarvsliste i 1982, og udvidet i 2009 ved at saltværkerne i Salins-les-Bains blev medregnet som en del af samme verdensarvssted.

## Saltværkerne i Salins-les-Bains
Saltværkerne i Salins-les-Bains havde været i drift i mere end 1200 år da de indstillede driften i 1962.